# Octaedro estrelado

Stella octangula

O octaedro estrelado, também conhecido como composto de dois tetraedros ou stella octangula (estrela de oito braços) é um poliedro gerado por composição de dois tetraedros.
O nome foi-lhe atribuído por Johannes Kepler em 1609
É o mais simples poliedro regular composto.
Os vértices dos dois tetraedros definem um cubo, e a sua intersecção um octaedro.
Esta é também o único estrelamento do octaedro